# Boxermotor

Werking van een boxermotor

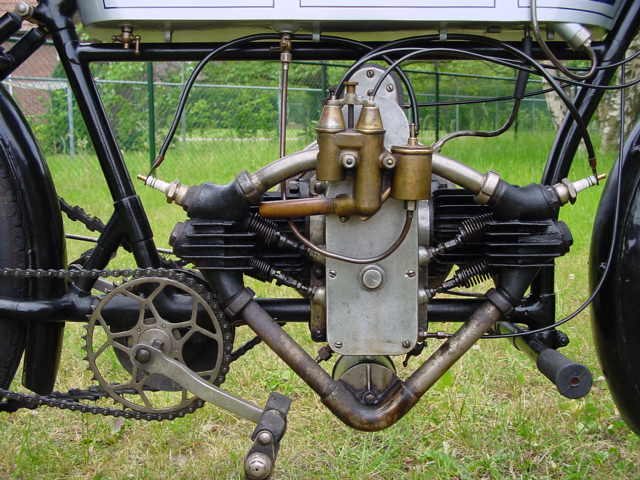
Dit Douglas Model N uit 1912 had een van de eerste boxermotoren

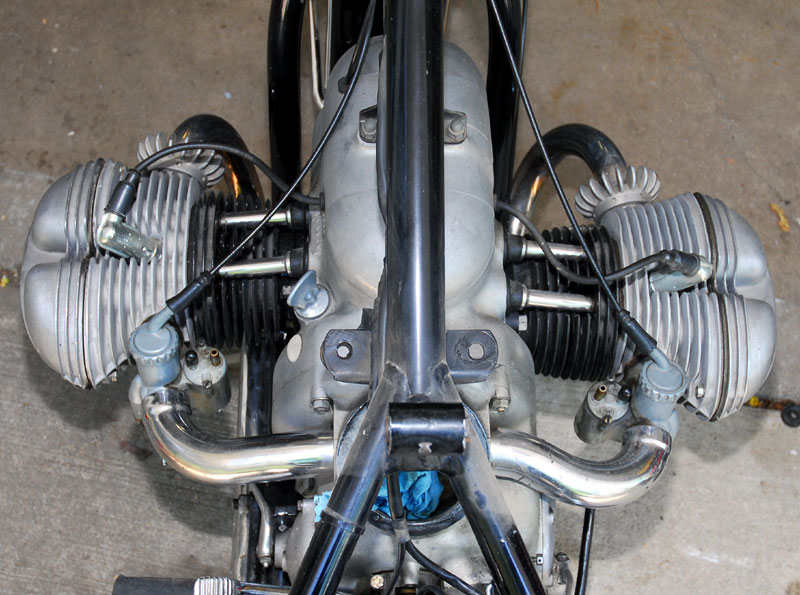
Het bovenaanzicht maakt duidelijk dat de cilinders versprongen ten opzichte van elkaar zijn geplaatst. Dit is nodig vanwege de twee afzonderlijke kruktappen waar de drijfstangen op gemonteerd zijn.

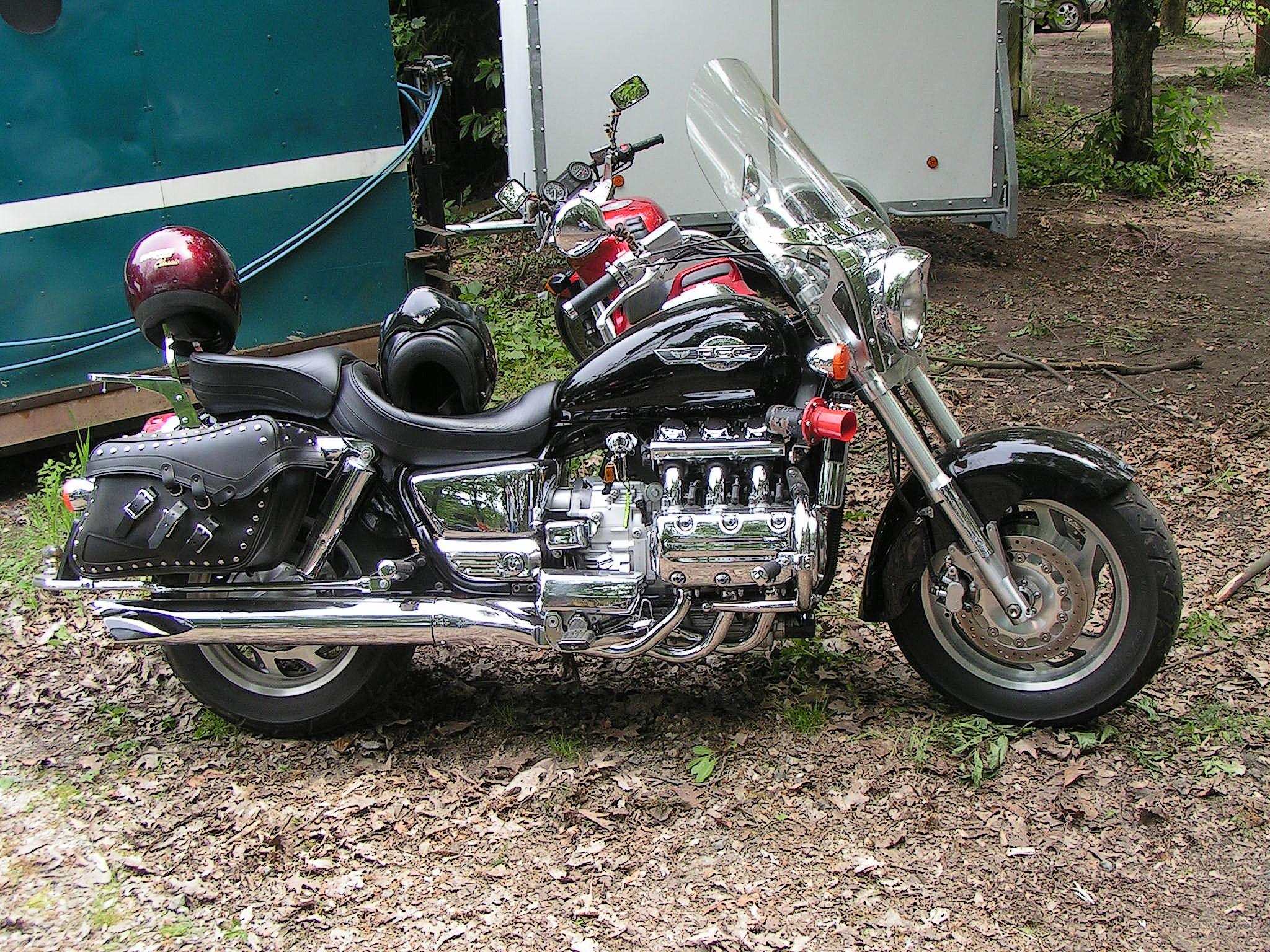
De Honda F6C Valkyrie heeft een flat six-motorblok

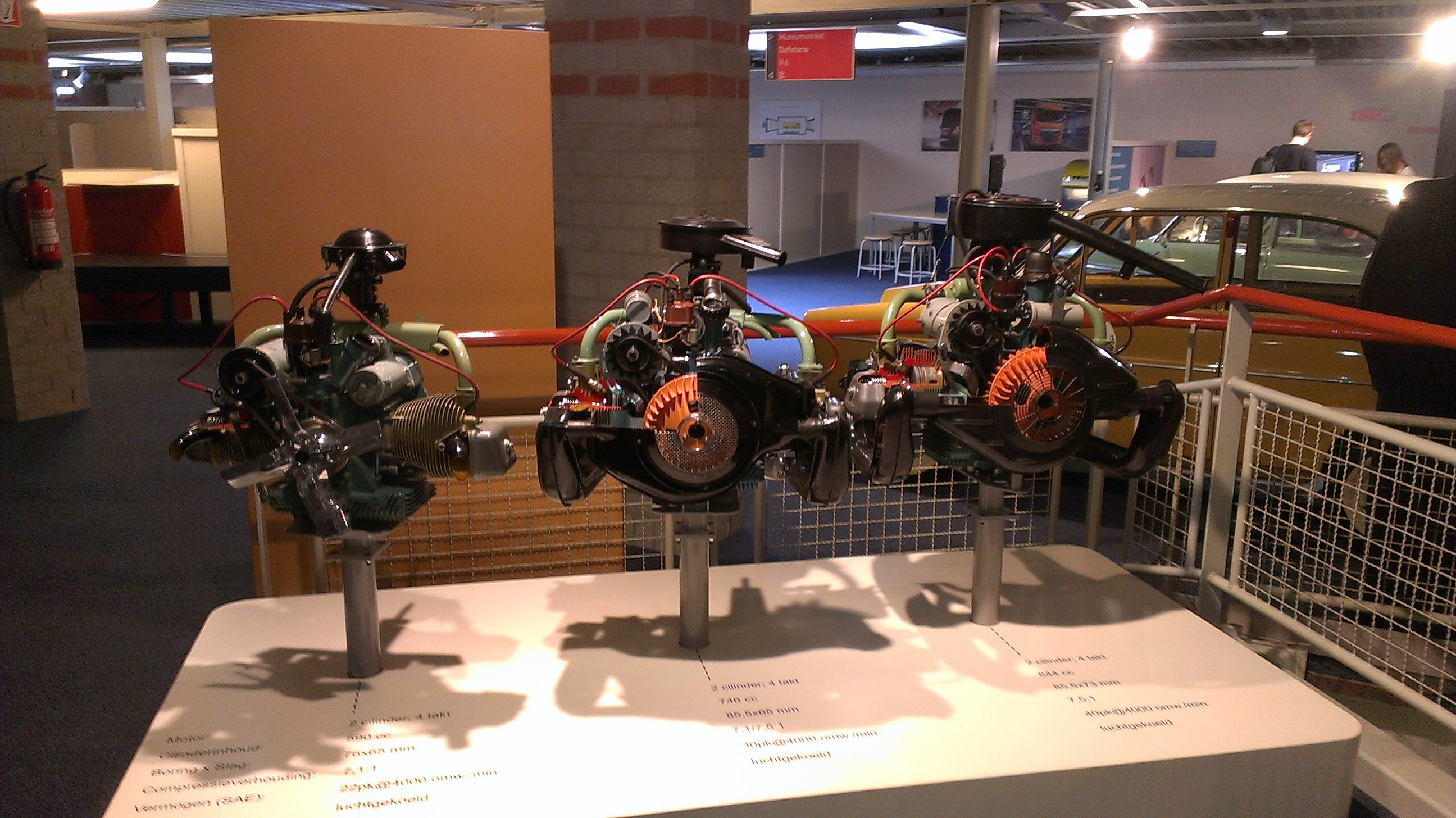
DAF boxermotorfamilie

Een boxermotor is een verbrandingsmotor met als kenmerk dat de cilinderparen (bijna) recht tegenover elkaar zijn gepositioneerd. De boxermotor is met succes toegepast in auto's en motorfietsen en als lichte vliegtuigmotor.
Het aantal cilinders is altijd een even aantal en er bestaan twee-, vier- en zescilindermodellen. De Engelse benaming voor de viercilinderboxermotor is flat four, voor de tweecilinderboxermotor is dit flat twin of boxertwin en voor de zescilinderboxermotor is flat six.

## Eigenschappen
De vlakke boxermotoren zijn korter dan lijnmotoren en zijn ook lager dan een andere gemeenschappelijke configuratie. Auto’s en motorfietsen die door een vlakke boxermotor worden aangedreven hebben over het algemeen een lager zwaartepunt dat betere stabiliteit en controle geeft. Een ander voordeel is dat de motor in balans is, doordat de krachten van tegenover elkaar liggende zuigers elkaar opheffen. De vlakke configuratie past ook zeer goed met luchtkoeling en vliegtuigmotoren. Er zijn ook boxermotoren met waterkoeling.
Deze motoren zijn echter ook breder dan traditionelere configuraties en ze zijn duurder om te bouwen.

## Toepassing
Het boxermotorprincipe wordt onder andere toegepast door BMW (zie Airhead en Oilhead), DAF, Honda (zie Goldwing), Ural, Dnepr (motorfietsen), Volkswagen (Kever en Transporter), Citroën 2CV, met twee cilinders, de GS/GSA met vier cilinders, Subaru en Zündapp. Andere voorbeelden hiervan zijn terug te vinden in de Porsche 911 en de Porsche Boxster, die zijn naam ontleent aan de woorden boxer en roadster. De Chevrolet Corvair gebruikte een luchtgekoelde zescilinderboxermotor, een zeldzaamheid in Amerikaanse ontwerpen.
Alfa Romeo had boxermotoren in de AlfaSud, Arna, 33 en de eerste versie van de 145/146. Lancia gebruikte boxermotoren in de Flavia en Gamma. Ferrari paste een 180 graden-twaalfcilindermotor toe in de Testarossa, en in de voorgangers 365BB en 512BB waarbij BB stond voor Berlinetta Boxer.

### Luchtvaart

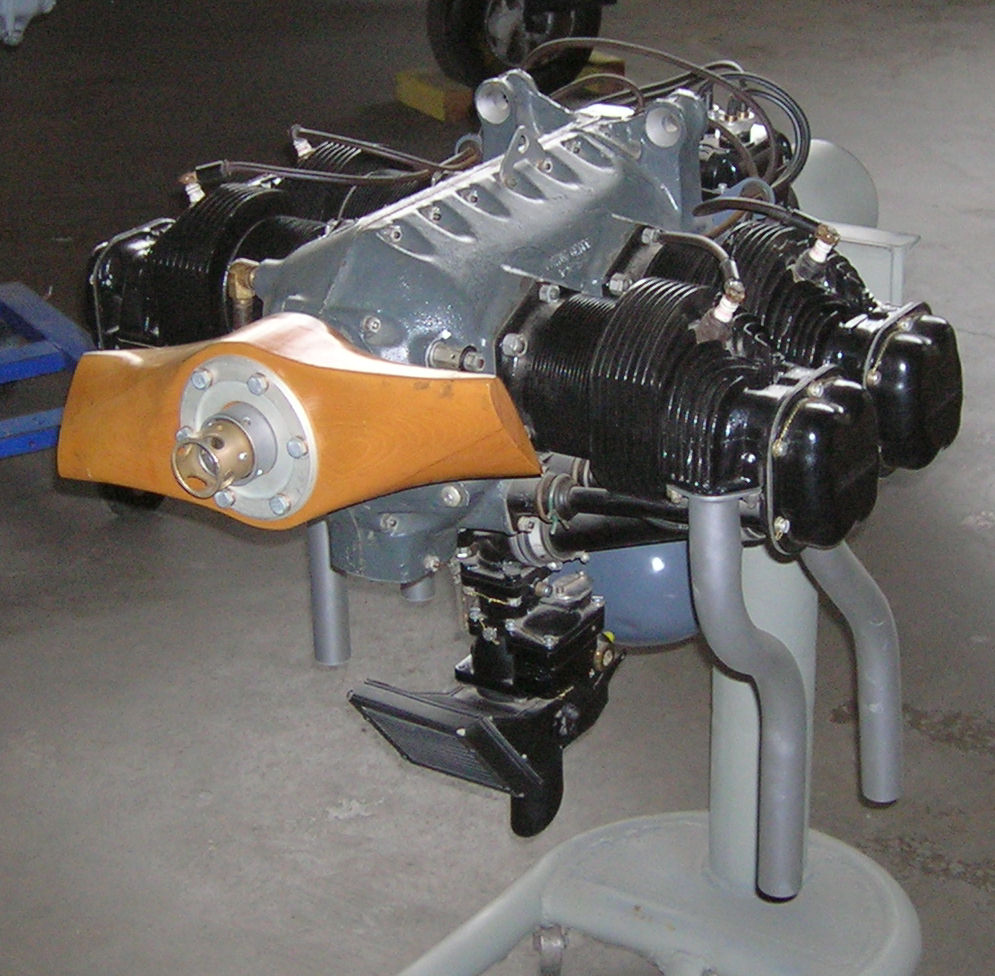
Continental A65/O-170 luchtgekoelde viercilinder boxermotor (65 pk) die veel wordt toegepast in lichte vliegtuigen, zoals de Piper Cub.

Boxermotoren worden ook veel toegepast in lichte vliegtuigen, waaronder diverse types van Cessna, Piper en Beechcraft. Vooral bij kleine vliegtuigen geeft het vlakke profiel van de boxermotor minder luchtweerstand dan een stermotor. Vanwege het lage gewicht en de betrouwbaarheid worden in de kleine luchtvaart sinds de jaren 1950 vrijwel uitsluitend luchtgekoelde boxermotoren toegepast. In de klasse van ultralichte vliegtuigen worden vaak tweecilinderboxermotoren toegepast, in de zwaardere sportvliegtuigen meestal vier- of zescilinderboxermotoren. Door een sterke verbetering van de luchtstroming (en dus de koeling) langs de achterkant van het motorblok werden sinds de jaren 1960 ook achtcilinderboxermotoren mogelijk. Bekende merken vliegtuigmotoren zijn Lycoming en Continental Motors.

## Opmerkelijke boxermotoren
In 1896 vond Karl Benz de eerste interne verbrandingsmotor met horizontaal tegengestelde zuigers uit.
In 1921 ontwierpen Martin Stolle en Max Friz de bayernmotor, naar voorbeeld van de Douglas-motor die Stolle privé reed. Dit motortype, dat in 1923 werd gebruikt in de allereerste BMW-motorfiets, is nog in productie. De BMW 247-motor, die luchtgekoeld was, werd geproduceerd tot 1995. BMW verving de motor toen door een nieuw model met het gedeeltelijke oliegekoeld deel en vier kleppen per cilinder, maar toch was dit van dezelfde boxer tweelingconfiguratie. In 2008 kwam Subaru met de Boxer Diesel.

### Oorlogsboxers
Opmerkelijk is ook dat verschillende motorfietsfabrikanten die normaal gesproken geen boxermotoren in hun programma hadden legermotoren met boxermotoren maakten. Dit gebeurde bijvoorbeeld bij de Harley-Davidson XA, de FN M12, de Saroléa 38H en door Puch.

### Dubbelboxer
Een dubbelboxer is een viercilinder boxermotor. De naam werd vroeger gebruikt voor de tweetaktboxers van Helmut Fath en König, die in de zijspanrace werden gebruikt. Ook de Honda GL-serie werd tot 1985 met een dubbelboxer geleverd, voordat een zescilinderboxermotor werd gebruikt. Bekende dubbelboxers uit auto's zijn de Porsche, Volkswagen, Alfa Romeo en Subaru-motoren.

## Benaming
De boxermotor heeft waarschijnlijk zijn naam omdat de zuigers van de motor, wanneer bekeken vanaf de bovenkant, op de vuisten van een bokser lijken die zijn tegenstander stompt.
Boxermotoren worden ten onrechte ook wel 180° V-motoren genoemd. Er is echter een verschil: bij een boxermotor bewegen twee tegenover elkaar liggende zuigers in tegengestelde richting (dus naar elkaar toe of van elkaar af) en hebben ze elk een eigen krukastap. Bij een 180° V-motor hebben twee tegenover elkaar gelegen zuigers samen één krukastap en bewegen ze in dezelfde richting. Deze opzet werkt echter alleen maar goed met vier- en zescilindermotoren. Bij twee cilinders is de motor onderhevig aan stevige onbalans door de onregelmatige ontstekingsvolgorde.